# Koumbia (Balé, Burkina Faso)
Koumbia is een dorp in het zuiden van Burkina Faso in het departement Fara van de provincie Balé (regio Boucle du Mouhoun). De dichtstbijzijnde grotere stad is Fara. In 1996 had het dorp in totaal 823 inwoners.
Dit dorp dient niet te worden verward met de veel grotere stad Koumbia, de hoofdstad van het departement Koumbia in de provincie Tuy (regio Hauts-Bassins).